# Pawlow (Familienname)
Pawlow (auch Pavlov) ist der Familienname folgender Personen:
- Alexander Pawlow (Politiker) (* 1953), kasachischer Ökonom und Politiker
- Alexander Pawlow (* 1973), weißrussischer Ringer, siehe Aljaksandr Paulau (Ringer)
- Alexander Iwanowitsch Pawlow (1860–1923), russischer Diplomat
- Alexander Pawlow (Radsportler) (* 1936), sowjetischer Radrennfahrer
- Alexander Sergejewitsch Pawlow (1920–2018), sowjetischer Mediziner
- Alexander Wladimirowitsch Pawlow, russischer Basketballspieler
- Alexei Petrowitsch Pawlow (1854–1929), russischer Geologe
- Arsen Sergejewitsch Pawlow (1983–2016), russischer Separatistenführer
- Bogomil Pawlow (* 1992), bulgarischer Skispringer
- Boris Pawlow (Reiter) (* 1946), bulgarischer Reiter
- Boris Andrejewitsch Pawlow (1947–2004), sowjetischer Gewichtheber.
- Daniel Pawlow (* 1967), bulgarischer Bogenschütze
- Daniil Jewgenjewitsch Pawlow (* 2002), russischer Fußballspieler
- Dimitar Pawlow (1937–2019), bulgarischer Politiker
- Dmitri Grigorjewitsch Pawlow (1897–1941), sowjetischer Armeegeneral
- Hans Pawlow (1895–1979), deutscher Schauspieler, siehe Hans Pössenbacher
- Igor Pawlow (Eishockeyspieler) (* 1965), deutsch-russischer Eishockeyspieler und -trainer
- Igor Michailowitsch Pawlow (1900–1985), russischer Metallurg, Metallkundler und Hochschullehrer
- Igor Wladimirowitsch Pawlow (* 1979), russischer Leichtathlet
- Сон (* 1968), Künstlername des russischen Computermusikers Iwan Pawlow
- Iwan Pawlow (Fußballspieler) (* 1983), bulgarischer Fußballspieler
- Iwan Petrowitsch Pawlow (1849–1936), russischer Mediziner und Nobelpreisträger
- Kapiton Stepanowitsch Pawlow (1792–1852), russisch-ukrainischer Maler
- Konstantin Pawlow (1933–2008), bulgarischer Drehbuchautor, Autor und Dichter
- Kostjantyn Pawlow (1973–2021), ukrainischer Politiker, Volksabgeordneter und Bürgermeister
- Manuil Witalij Pawlow († 2015), russischer Bischof
- Michail Alexandrowitsch Pawlow (1863–1958), russischer Metallurg und Hochschullehrer
- Michail Alexejewitsch Pawlow (1884–1938), russischer Geologe und Polarforscher
- Michail Grigorjewitsch Pawlow (1792–1840), russischer Naturphilosoph und Agrobiologe
- Michail Sergejewitsch Pawlow (* 1986), russischer Rennkanute (Canadier)
- Nicki Pawlow (* 1964), deutsche Schriftstellerin
- Nikolaj Pawlow (* 1987), bulgarischer Fußballspieler
- Oleg Walerjewitsch Pawlow (* 1966), russischer Eisschnellläufer
- Pawel Pawlow (Leichtathlet) (1952–2004), bulgarischer Sprinter
- Pawel Pawlow (Ringer) (* 1953), bulgarischer Ringer
- Pjotr Petrowitsch Pawlow (1896–1962), sowjetischer Generalmajor der Panzertruppen
- Prokofi Jakowlewitsch Pawlow (1796–1868), russischer Generalleutnant
- Rumen Pawlow (* 1964), bulgarischer Ringer
- Stefan Pawlow (1914–1993), bulgarischer Jurist
- Todor Pawlow (Philosoph) (1890–1977), bulgarischer Philosoph und Politiker
- Todor Pawlow (Diplomat) (1878–1948), bulgarischer Diplomat
- Walentin Sergejewitsch Pawlow (1937–2003), sowjetischer Ministerpräsident 1991
- Wassili Pawlow (* 1990), russischer Fußballspieler
- Wiktor Pawlowitsch Pawlow (1940–2006), russischer Schauspieler
- Wladimir Nikolajewitsch Pawlow (1915–1993), sowjetischer Diplomat